# Hvozdnice (ort i Tjeckien, Mellersta Böhmen)
Hvozdnice är en ort i Tjeckien.   Den ligger i regionen Mellersta Böhmen, i den centrala delen av landet, 24 km söder om huvudstaden Prag. Hvozdnice ligger 330 meter över havet och antalet invånare är 323.
Terrängen runt Hvozdnice är kuperad norrut, men söderut är den platt. Runt Hvozdnice är det ganska tätbefolkat, med 90 invånare per kvadratkilometer. Närmaste större samhälle är Modřany, 15,7 km norr om Hvozdnice. I omgivningarna runt Hvozdnice växer i huvudsak blandskog.